# Armorial des communes du Val-d'Oise
- il comporte peu ou pas de sources.

Blason départemental du Val-d'Oise : de gueules à la barre ondée d'argent accompagnée d'une aigle d'or en chef et d'une croix ancrée du même en pointe, à la bordure d'azur chargée de dix fleurs de lys d'or.
Blason de France dit moderne : d'azur à trois fleurs de lys d'or.
Blason de France dit ancien : d'azur semé de fleurs de lys d'or.
Blason du Vexin français : de France ancien brisé d'un lambel d'hermine.
Blason de Montmorency : D'or à la croix de gueules cantonnée de seize alérions d'azur.

Cette page dresse l'ensemble des armoiries (figures et blasonnements) des 185 communes du Val-d'Oise disposant d'un blason à ce jour. Les communes disposant d'armoiries à enquerre (ne respectant pas la Règle de contrariété des couleurs) sont maintenues dans cet armorial, leur statut particulier étant mentionné sous le blasonnement. Cependant, les communes ne disposant pas d'armoiries, et celles arborant d'un pseudo-blason (dessin ressemblant à un écu, mais ne respectant aucune règle de construction héraldique même basique), en sont volontairement exclues. Leur statut est mentionné sous le tableau correspondant à leur initiale.

(0 dessin(s) en attente.)
- Haut – A
- B
- C
- D
- E
- F
- G
- H
- I
- J
- K
- L
- M
- N
- O
- P
- Q
- R
- S
- T
- U
- V
- W
- X
- Y
- Z

## A
| Blason de Ableiges | Blason  | D'argent à un porc-épic de sable, au chef d'azur chargé de trois étoiles d'or.                          |
| Blason de Ableiges | Détails | Armes de la famille de MAUPEOU, reprises sans brisure. Le statut officiel du blason reste à déterminer. |

| Blason de Aincourt | Blason  | Écartelé : au 1er d’azur à la fasce vivrée d’or accompagnée de neuf billettes du même, quatre rangés en chef et cinq en pointe ordonnées 3 et 2 ; au 2d d’azur à la lettre capitale antique A d’or, au 3e d’azur à un heaume de tournoi d’argent taré de profil, le panache d’or ; au 4e d’azur à la fasce vivrée d’or accompagnée de dix billettes du même, quatre rangés en chef et six en pointe ordonnées 3, 2 et 1. |
| Blason de Aincourt | Détails | Le statut officiel du blason reste à déterminer. |

| Blason de Ambleville | Blason  | Fascé d'argent et de gueules de huit pièces, au lion morné de sable couronné d'or brochant sur le tout.             |
| Blason de Ambleville | Détails | Armes de la famille de MORNAY, qui tint le lieu sous la monarchie. Le statut officiel du blason reste à déterminer. |

| Blason de Amenucourt | Blason  | D'or à la fasce de gueules chargée d'un poisson d'or posé en bande et accompagnée de deux poissons d'azur posés en bande. |
| Blason de Amenucourt | Détails | Le statut officiel du blason reste à déterminer.                                                                          |

| Blason de Andilly | Blason  | D'azur au chevron accompagné de deux palmes adossées en chef, et d'une montagne de six coupeaux en pointe, le tout d'or. |
| Blason de Andilly | Détails | Armoiries de la famille ARNAULD. Le statut officiel du blason reste à déterminer.                                        |

| Blason de Argenteuil | Blason  | De gueules à la roue dentée d’or chargée d’une fontaine héraldique et engrenant quatre pignons d’or ordonés 1,2 et 1, ceux des flancs rayonnant chacun de quatre éclairs d'argent et celui du chef accosté de deux demi-vols,adossés du même ; au chef cousu d’azur* chargé de la Sainte-Tunique d’argent accostée de deux fleurs de lys d’or. |
| Blason de Argenteuil | Détails | * Ces armes emploient le terme « cousu » dans le seul but de contrevenir à la règle de contrariété des couleurs : elles sont fautives : azur sur gueules.. Le statut officiel du blason reste à déterminer. |

| Blason de Arnouville-lès-Gonesse | Blason  | D'argent à trois têtes de corbeaux de sable arrachées de gueules.                                                                     |
| Blason de Arnouville-lès-Gonesse | Détails | Armes de la famille comtale de MACHAULT, figurant sur le portail du château du lieu. Le statut officiel du blason reste à déterminer. |

| Blason de Arronville | Blason  | D'or au lion de sable armé et lampassé de gueules, accosté de deux roseaux au naturel ; au chef d'azur chargé des clefs de Saint Pierre passées en sautoir accostées de deux fleurs de lys, à une crosse brochant sur les clefs, tous du champ, sauf la clé en barre d'argent. |
| Blason de Arronville | Détails | Le statut officiel du blason reste à déterminer. |

| Blason de Arthies | Blason  | Parti d'or à un arbre de sinople soutenu de deux épis de blé, tigés et feuillés du même, passés en sautoir ; et d'azur à un parchemin d'argent chargé de l'inscription « Le testament de l'Inconnu d'ARTHIES » en lettres de sable ; au chef échiqueté d'or et de gueules de quatre tires lui-même chargé d'un chef du même ; au franc-canton d'azur chargé de trois fleurs de lis d'or mal ordonnées. |
| Blason de Arthies | Détails | Conflit héraldique : le franc-canton ne présente que deux fleurs de lis. adoptées en 1990. |

| Blason de Asnières-sur-Oise | Blason  | De gueules à un maire d'argent debout et de face, vêtu d'une longue robe à plis du même, serrant de sa dextre un bâton fleurdelisé d'or qui se repose sur l'épaule, accosté en chef de deux fleurs de lis d'or soutenues de deux ânons du même, en pal, cabrés et affrontés vers le personnage. |
| Blason de Asnières-sur-Oise | Détails | Armoiries conçues par le Roi Louis VIII, et adoptées en 1223. |

| Blason de Auvers-sur-Oise | Blason  | D'argent au pont de pierre de deux arches d'or* posé sur une rivière d'azur mouvant de la pointe, surmonté en chef de deux écussons, à dextre de France ancien, à senestre de gueules au sautoir d'or.                                                                  |
| Blason de Auvers-sur-Oise | Détails | Les armes de l'écusson en chef senestre sont celles de Guillaume de VERNON, ancien seigneur féodal du lieu. * Il y a là non-respect de la règle de contrariété des couleurs : ces armes sont fautives (Or sur argent). Le statut officiel du blason reste à déterminer. |

| Blason de Avernes | Blason  | D'hermine à deux fasces de gueules accompagnées de trois roses du même rangées en chef. |
| Blason de Avernes | Détails | Le statut officiel du blason reste à déterminer.                                        |

Attainville porte un pseudo-blason.

## B
| Blason de Baillet-en-France | Blason  | D'azur à la croix d'argent chargée en cœur d'un lion de sable, cantonnée de douze fleurs de lys du second. |
| Blason de Baillet-en-France | Détails | Le statut officiel du blason reste à déterminer.                                                           |

| Blason de Beauchamp | Blason  | Écartelé : au 1er d'or à quatre alérions d'azur ; aux 2e et 3e d'argent à la barre de gueules chargée d'une roue du champ ; au 4e de France au bâton péri en bande de gueules (de Bourbon-Condé) ; sur le tout de sable au faucon d'or grilleté d'argent. |
| Blason de Beauchamp | Détails | Le 1er reprend, de façon simplifiée, les armes de MONTMORENCY. La barre symbolise la chaussée Jules César, le faucon sur le tout l'élevage fauconnier présent sur le lieu. Le statut officiel du blason reste à déterminer.                               |

| Blason de Beaumont-sur-Oise | Blason  | De gueules à la tour crénelée de trois pièces d'argent ouverte, ajourée et maçonnée de sable, sommée d'une tourelle du second essorée d'or, la tour accostée de deux tourelles d'argent ajourées et maçonnées de sable, couvertes et girouettées d'or et reliées à la tour par un entremur crénelé d'argent ; le tout posé sur une terrasse d'or. |
| Blason de Beaumont-sur-Oise | Détails | Le statut officiel du blason reste à déterminer. |

| Blason de Le Bellay-en-Vexin | Blason  | D'or à un bouleau arraché de sinople futé au naturel, accosté en pointe de deux quartefeuilles de sinople, au chef du Vexin français. |
| Blason de Le Bellay-en-Vexin | Détails | Le statut officiel du blason reste à déterminer.                                                                                      |

| Blason de Bellefontaine | Blason  | Taillé d'orangé à trois épis de blé empoignés d'argent, celui de senestre recourbé vers la pointe ; et d'azur à deux poissons contournés, ployés en pal et s'égouttant d'argent, rangés en barre, celui de la pointe brochant sur l'autre. |
| Blason de Bellefontaine | Détails | Le statut officiel du blason reste à déterminer. |

| Blason de Belloy-en-France | Blason  | Parti d'un coupé de gueules à sept losanges d'or ordonnées 3, 3 et 1, et du même à Saint Georges à cheval terrassant de sa lance un dragon, le tout contourné de sable, le cheval portant sur son flanc un écu d'argent à la croix de gueules ; et de France ancien. |
| Blason de Belloy-en-France | Détails | Le 1er reprend les armes de la famille de MORANGLE, d'illustre chevalerie. Le quartier d'or honore saint Georges, saint patron de la paroisse du lieu. Le semé de France illustre la fidélité du lieu au roi de France Philippe II, dit Philippe Auguste. Officiel   |

| Blason de Bernes-sur-Oise | Blason  | Coupé-ondé d'azur à deux demi-vols étendus adossés d'or enfermant un clou d'argent, et de sinople à un besant d'argent chargé d'une croisette pattée de gueules, surmonté de deux gerbes de blé d'or liées de gueules ; une divise ondée d'argent brochant sur la partition. |
| Blason de Bernes-sur-Oise | Détails | Officiel, adoptées en 2006. Auteur(s)M. Jean-Paul de GASSOWSKI |

| Blason de Bessancourt | Blason  | Parti de gueules à la bande d'argent accompagnée de six croisettes recroisetées au pied fiché d'or, posées en orle trois en chef et trois en pointe (de Tirel) ; et d'or à la croix de gueules cantonnée de seize alérions d'azur (de MONTMORENCY) ; au chef d'azur chargé de deux fleurs de lys d'or ; à la crosse d'or brochant sur le tout de la partition et du chef. |
| Blason de Bessancourt | Détails | Le statut officiel du blason reste à déterminer. |

| Blason de Béthemont-la-Forêt | Blason  | Divisé en chevron : au 1er d'azur à trois épis de blé tigés, feuillés et empoignés d'or à dextre et à une bogue de châtaigne feuillée de trois pièces à senestre, le tout du même ; au 2e de sinople à un rencontre de chevreuil d'or ; au chevron d'argent brochant sur la partition. |
| Blason de Béthemont-la-Forêt | Détails | Adoptées le 4 octobre 2017. Auteur(s)M. Nicolas VERNOT |

| Blason de Bezons | Blason  | De gueules à une roue d'engrenage d'or enfermant une fontaine héraldique, fascée ondée d'argent et d'azur de six pièces, ladite roue tenue par deux dextrochères et un senestrochère nus d'argent posés en pairle mouvant de la pointe et des angles supérieurs de l'écu ; au chef cousu d'azur* chargé de trois couronnes ducales d'or. |
| Blason de Bezons | Détails | Le chef cousu ne crée pas d'enquerre, car issu de concession d'armes par Claude BAZIN. Le statut officiel du blason reste à déterminer. |

| Blason de Boissy-l'Aillerie | Blason  | De sinople à la croix ancrée d'or ajourée du champ, à la bordure crénelée de neuf pièces du second, maçonnée de sable, ouverte de quatre portes du champ, deux en pointe, deux aux flancs, au chef de gueules brochant sur la bordure, chargé d'un clou de la Passion d'argent accosté de deux bouquets de buis d'or, soutenu d'une devise ondée aussi d'argent. |
| Blason de Boissy-l'Aillerie | Détails | Armes parlantes (buis). Adoptées en 2001. Auteur(s)M. Jean-Paul de GASSOWSKI |

| Blason de Bouffémont | Blason  | D’azur à la silhouette du vieux village cousue de sable, clocher à dextre et beffroi à senestre, sommé d’un arc en ciel au naturel en barre ployé, encadrée d’une forêt cousue de sinople, mouvant de la pointe et des flancs, chargée d’un visage féminin d’argent.                              |
| Blason de Bouffémont | Détails | * Ces armes emploient le terme « cousu » dans le seul but de contrevenir à la règle de contrariété des couleurs : elles sont fautives : sinople et sable sur azur. L'Armorial des Communes de France considère ce blason comme un pseudo-blason. Le statut officiel du blason reste à déterminer. |

| Blason de Bouqueval | Blason  | Parti d'un coupé d'azur à une fleur de lis d'or, et de gueules à l'Agneau pascal contourné d'argent ; et d'or à un bouc cabré de sable. |
| Blason de Bouqueval | Détails | Armes parlantes (bouc). Le statut officiel du blason reste à déterminer.                                                                |

| Blason de Bray-et-Lû | Blason  | Parti de gueules à deux léopards d'or armés et lampassés d'azur passant l'un sur l'autre (de Normandie), et de sable à une roue de moulin du second surmontée de la lettre Z capitale d'argent ; une vergette ondée du même brochant sur la partition. |
| Blason de Bray-et-Lû | Détails | Adoptées en 2001. Auteur(s)M. Jean-Paul de GASSOWSKI |

| Blason de Bréançon | Blason  | Parti : au 1er de sinople à la gerbe de blé d'or liée de gueules, au 2e d'argent à l'aigle bicéphale de sable; le tout sommé d'un chef d'azur semé de fleurs de lis d'or et au lambel d'hermine. |
| Blason de Bréançon | Détails | Le statut officiel du blason reste à déterminer. |

| Blason de Brignancourt | Blason  | D'azur à la fontaine d'or, maçonnée de sable, jaillissante d'argent ; au chef cousu de gueules chargé de deux clés passées en sautoir, d'argent en bande et d'or en barre.                                 |
| Blason de Brignancourt | Détails | * Ces armes emploient le terme « cousu » dans le seul but de contrevenir à la règle de contrariété des couleurs : elles sont fautives : gueules sur azur. Le statut officiel du blason reste à déterminer. |

| Blason de Bruyères-sur-Oise | Blason  | Écartelé : au 1er d'argent à un porc-épic de sable, au 2d de sinople à trois gerbes d'or, au 3e de gueules à trois roues d'engrenage d'or, au 4e d'argent à deux fasces d'azur, la première chargée d'une péniche d'or, la seconde affaissée. Devise / CriNumquam nisi lacessitus (il n'attaque que s'il est attaqué) |
| Blason de Bruyères-sur-Oise | Détails | Adoptées le 12 novembre 1996. Auteur(s)M. Jean-Paul de GASSOWSKI |

| Blason de Buhy | Blason  | Écartelé : au 1er d’or à la cotice en bande d’azur, au 2d burelé de gueules et d’argent de huit pièces au lion de sable lampassé de gueules, armé et couronné d’or brochant ; au 3e d’argent à trois pals d’azur ; au 4e d’or au sautoir ancré d'azur ; à la croix de gueules chargée en cœur d’une bande ondée d’azur surchargée de trois anilles de sable* brochant sur la partition. |
| Blason de Buhy | Détails | Composition héraldique reprenant les armes de la famille de TRIE, de MORNAY, de Robert de LIGNERAC et de BROGLIE. * Il y a là non-respect de la règle de contrariété des couleurs : ces armes sont fautives (Sable sur azur sur gueules). Le statut officiel du blason reste à déterminer.                                                                                              |

| Blason de Butry-sur-Oise | Blason  | D’azur à une crosse et une épée d’argent passées en sautoir, sur lesquelles broche une cloche d’or bataillée d’argent, et accompagnées de trois fleurs de lys aussi d’or, deux aux flancs et une en pointe ; à la champagne ondée d’argent chargée d’un brochet de sable. Ornements extérieursCouronne murale de trois tours en timbre, soutenu par deux gerbes de blé d'or liées d'azur en pointe. |
| Blason de Butry-sur-Oise | Détails | Le statut officiel du blason reste à déterminer. |

Les communes Banthelu, Berville (Val-d'Oise), Boisemont (Val-d'Oise), Bonneuil-en-France ne disposent pas de blason.

## C
| Blason de Cergy | Blason  | De gueules à la boucle d'Oise stylisée d'azur bordée d'argent, soutenue de la Préfecture du même, au chef cousu* d'azur chargé de deux fleurs de lys d'or, un porche d'argent brochant sur la partition.              |
| Blason de Cergy | Détails | * Ces armes emploient le terme « cousu » dans le seul but de contrevenir à la règle de contrariété des couleurs : elles sont fautives : Chef cousu azur sur gueules. Le statut officiel du blason reste à déterminer. |

| Blason de Cergy-Village | Blason  | Coupé en chevon : au 1er d'azur à deux fleurs de lis d'or en chef, à une grappe de raisin de sinople* à dextre et à saint Christophe au naturel vêtu de gueules issant du coupé à senestre, au 2e de gueules à l'église du lieu d'argent, ouverte, ajourée, essorée et maçonnée de sable, sur une terrasse d'argent composé de 16 secteurs mouvant des bords de l'écu et convergeant au pied du portail de l'église; à une riviere en chevron ondoyant (vouté en chef, ployé en pointe) d'argent agité de sable brochant sur la partition. |
| Blason de Cergy-Village | Détails | * Il y a là non-respect de la règle de contrariété des couleurs : ces armes sont fautives (Sinople sur azur). Armes créées par M. Pierre BACCARAT. Adoptées en 1987. |

| Blason de Champagne-sur-Oise | Blason  | D'azur à la roue d'engrenage d'or enfermant un tourteau de gueules chargé de trois branches de fougère fossile de sable*, une en pal et deux en chevron renversé, desquelles s'échappent deux éclairs d'argent posés en chevron renversé mouvant des flancs de l'écu et brochant sur la roue, ladite roue sommée d'une fleur de lys d'or et surmontée d'une devise ondée d'argent soutenant un clou de la Passion du même accosté de deux fleurs de lys aussi d'or. |
| Blason de Champagne-sur-Oise | Détails | * Il y a là non-respect de la règle de contrariété des couleurs : ces armes sont fautives (sable sur gueules). Le statut officiel du blason reste à déterminer. |

| Blason de Chars | Blason  | D'azur à un château d'argent de trois tours crénelées, celle du centre plus élevée, ouvert du champ, ajouré et maçonné de sable, accompagné en chef de deux fleurs de lis d'or et en pointe d'une roue de moulin du même. |
| Blason de Chars | Détails | Ce blason est une évocation du Château Gaillard (XIIe siècle) et de l'enceinte fortifiée (XVIe siècle). La roue symbolise la Viosne et ses moulins. Le statut officiel du blason reste à déterminer.                      |

| Blason de Chaumontel | Blason  | D'argent à la fasce ondée d'azur chargée d'une roue à aubes de sable* accompagnée de quatre ondes d'argent, deux de chaque côté et l'une au-dessus de l'autre, ladite fasce surmontée à dextre d'un arbre de sinople et à senestre d'une tête d'oiseau arrachée de sable ; à l'émanche de gueules mouvant de la pointe et chargée d'un chevronnel d'or soutenu de trois besants mal ordonnés d'argent; au chef de France. |
| Blason de Chaumontel | Détails | * Il y a là non-respect de la règle de contrariété des couleurs : ces armes sont fautives (sable sur azur). Le statut officiel du blason reste à déterminer. |

| Blason de Chennevières-lès-Louvres | Blason  | D'or à une branche de chanvre feuillée de sinople ; au chef tiercé en pal : aux 1er et 3e d'azur à une fleur de lys d'or au 2d de gueules au lion d'argent. |
| Blason de Chennevières-lès-Louvres | Détails | Le statut officiel du blason reste à déterminer. |

| Blason de Chérence | Blason  | Écartelé de gueules semé de fleurs de lys d'argent, et du même à la tour crénelée de cinq pièces du premier, maçonnée de sable, ouverte et ajourée du champ.                                                                 |
| Blason de Chérence | Détails | Composition écartelant les armes de l'abbaye du Bec Hellouin (Eure), premier propriétaire du lieu, et de la tour de Chérence (fief qui appartenait à la famille de MORNAY). Le statut officiel du blason reste à déterminer. |

| Blason de Commeny | Blason  | De gueules à dix coquilles d'or posées en orle, à l'écusson d'azur bordé d'argent et chargé de Saint Martin à cheval partageant son manteau avec un pauvre, le tout du même. Devise / CriMaceriæ quanquam antiquæ sunt nos protegunt (les murs bien qu'ils soient antiques nous protègent) |
| Blason de Commeny | Détails | Les coquilles rappellent l'ancienne exploitation rurale de la confrérie de Saint Jacques de la Boucherie de Paris. Saint Martin est le patron de la paroisse. Le statut officiel du blason reste à déterminer.                                                                             |

| Blason de Cormeilles-en-Parisis | Blason  | Parti d'azur à la gerbe d'or, et du même à un pampre tigé, feuillé et fruité au naturel. |
| Blason de Cormeilles-en-Parisis | Détails | Le statut officiel du blason reste à déterminer.                                         |

| Blason de Cormeilles-en-Vexin | Blason  | Écartelé : au 1er d'azur semé de fleurs de lys d'or (de France ancien) brisé en chef d'un lambel d'hermine, au 2d de gueules à un cœur d'or, au 3e losangé d'or et de gueules, au 4e d'argent au chevron de gueules accompagné de trois trèfles de sinople ; à la croix d'or chargée d'une crosse de gueules brochant sur la partition. Devise / CriCormelia cor melius (Cormeilles cœur meilleur). |
| Blason de Cormeilles-en-Vexin | Détails | Le 1er reprend les armes du Vexin Français, le 2d reprend la devise de la commune, le 3e reprend les armes de M. Charles de LA FONTAINE, seigneur du lieu, marié à Catherine de LA MORICIERE, dont les armes sont au 4e quartier. Le statut officiel du blason reste à déterminer. |

| Blason de Courcelles-sur-Viosne | Blason  | D'argent à un sanglier de sable défendu du champ, soutenu des trois clous de la Passion, l'un posé en pal et les deux autres en chevron renversé, le tout du même. |
| Blason de Courcelles-sur-Viosne | Détails | Le statut officiel du blason reste à déterminer. |

| Blason de Courdimanche | Blason  | De gueules au chevron d'argent accompagné d'un mont d'or mouvant de la pointe, au chef aussi d'or chargé d'une fleur de lys d'argent.                       |
| Blason de Courdimanche | Détails | * Il y a là non-respect de la règle de contrariété des couleurs : ces armes sont fautives (Argent sur or). Le statut officiel du blason reste à déterminer. |

Les communes de La Chapelle-en-Vexin, Charmont (Val-d'Oise), Châtenay-en-France, Chaussy (Val-d'Oise), Chauvry, Cléry-en-Vexin, Condécourt ne disposent pas de blason.

## D
| Blason de Deuil-la-Barre | Blason  | D'or à la croix de gueules cantonnée de seize alérions d'azur (de MONTMORENCY), au franc-canton d'hermine brochant sur le tout. |
| Blason de Deuil-la-Barre | Détails | Conflit héraldique : le blason présente un franc-quartier. Composition rappelant le don en 1072 par Hervé de MONTMORENCY (qui portait de Montmorency ancien) de la Cure du lieu à l'Abbaye de Saumur, d'où le champ d'hermine. Le statut officiel du blason reste à déterminer. |

| Blason de Domont | Blason  | D'or à un mont de sinople mouvant de la pointe, au chef d'azur chargé d'un dextrochère d'argent paré d'un brassard d'hermine brochant sur la partition. |
| Blason de Domont | Détails | Adoptées en 1950. |

## E
| Blason de Eaubonne | Blason  | D'or à la croix de gueules cantonnée de seize alérions d'azur (de MONTMORENCY), brisé en chef d'un lambel d'argent. |
| Blason de Eaubonne | Détails | adoptées le 21 octobre 1927.                                                                                        |

| Blason de Écouen | Blason  | D'or à la croix de gueules cantonnée de seize alérions d'azur (de MONTMORENCY), au franc-canton d'azur chargé d'une aigle romaine d'or.                                                                                               |
| Blason de Écouen | Détails | Reprise des armes de la famille de MONTMORENCY, auxquelles furent ajoutées le franc-canton en honneur de l'école de la Légion d'Honneur qui résida au château du lieu jusqu'en 1962. Le statut officiel du blason reste à déterminer. |

| Blason de Enghien-les-Bains | Blason  | D'azur à trois fleurs de lys d'or et au bâton de gueules péri en bande (de BOURBON-CONDE) brisé en chef d'un lambel d'argent. Devise / CriFontes dant robur virtutemque (les sources donnent force et vertu). |
| Blason de Enghien-les-Bains | Détails | Conflit héraldique : le bâton est représenté brochant. Le statut officiel du blason reste à déterminer. |

| Blason de Ennery | Blason  | Parti d'azur à un héliotrope d'argent, et du premier à trois abeilles du second ; au chef de France. Devise / CriA tout par guerre et loyauté. |
| Blason de Ennery | Détails | Le 1er quartier, à dextre, honore les armes du Marquis Victor-Thérèse CHARPENTIER D'ENNERY, seigneur du lieu, assassiné à Port-au-Prince au 18e siècle. Le 2d quartier évoque l'apiculture présente sur le lieu. Le chef de France, non-concédé par le Roi, fut arboré pour évoquer l'appartenance de la commune au Vexin, et donc au domaine royal. Le statut officiel du blason reste à déterminer. |

| Blason de Épiais-lès-Louvres | Blason  | Parti d'azur à trois épis de blé d'or posés en chevron versé, et du même à deux avions de ligne montants du premier ; le tout dans une filière du second.                                                                  |
| Blason de Épiais-lès-Louvres | Détails | Armes parlantes (épis). L'Armorial de France, sur base d'un en-tête municipal, donne le parti inversé. Aucune preuve supplémentaire n'indique le véritable sens du parti. Le statut officiel du blason reste à déterminer. |

| Blason de Épinay-Champlâtreux | Blason  | D'argent à la branche d'épine de gueules posée en barre; à la bordure d'azur chargée de dix fleurs de lis d'or. |
| Blason de Épinay-Champlâtreux | Détails | Armes parlantes. Le statut officiel du blason reste à déterminer.                                               |

| Blason de Éragny | Blason  | D'azur au sautoir d'or accompagné d'une fleur de lys du même en chef, de deux limaçons contre-rampants d'argent aux flancs, de la boucle d'Oise stylisée du même en pointe ; à l'écusson de sinople à deux palmes stylisées adossées aussi d'argent, soutenues d'une fasce ondée alésée du même posée en barre, brochant en abîme.                                                                             |
| Blason de Éragny | Détails | Différences entre dessin et blasonnement : pour le "sur le tout" s'il s'agit de deux palmes, elles sont plus qu'adossées. La fasce n'est pas "ondée en barre" et n'est pas alésée. Dessin et/ou blasonnement à revoir.. Composition sur la base des armes de la famille d'ALESSO (qui portait d'azur au sautoir d'or accompagné de quatre limaçons d'argent). Le statut officiel du blason reste à déterminer. |

| Blason de Ermont | Blason  | De gueules à un cep de vigne arraché, tigé et feuillé d'argent, fruité de trois pièces d'or, à la bordure du même chargée de neuf tourteaux de sable, au chef d'azur semé de fleurs de lys d'or brochant sur la bordure, et à une mitre d'argent brochant sur le chef. |
| Blason de Ermont | Détails | La mitre évoque Saint Flaive, le saint patron de la paroisse du lieu. La bordure et ses tourteaux évoquent la Chaussée Jules César, sous laquelle on trouva des pièces romaines. Le statut officiel du blason reste à déterminer.                                      |

| Blason de Ézanville | Blason  | Écartelé : au 1er d'or à une anille de gueules, au 2d de France, au 3e de Montmorency, au 4ed'azur à douze étoiles d'or ordonnées en cercle. |
| Blason de Ézanville | Détails | adoptées en 1972. |

La commune d'Épiais-Rhus ne disposent pas de blason.

## F
| Blason de Fontenay-en-Parisis | Blason  | D'azur au chevron d'argent accompagné de trois fers de lance du même, ceux du chef versés. |
| Blason de Fontenay-en-Parisis | Détails | Le statut officiel du blason reste à déterminer.                                           |

| Blason de Fosses | Blason  | D'azur à la champagne de sinople surmontée d'une divise ondée d'argent; à l'arbre chimérique arraché du même constitué par deux mains, dextre et senestre, soutenant et supportant une ville d'or, brochant sur le tout. |
| Blason de Fosses | Détails | La composition évoque la rivière du lieu, la terre, le travail et l'urbanisation. Adoptées le 1er janvier 1985. Auteur(s)M. Patrick DELCAMPE                                                                             |

| Blason de Franconville | Blason  | Tiercé en bande : au 1er de France ancien, au 2d d'argent à une francisque de sable mise dans le sens de la bande, au 3e de gueules à trois arbres d'or mouvant de la pointe. |
| Blason de Franconville | Détails | Armes parlantes (francisque). Le chef fleurdelysé évoque bien évidemment l'appartenance au Domaine Royal, le 2d les large pans forestiers qui couvraient autrefois le lieu. La francique en bande rappelle le nom de la commune et son héritage franc. Adoptées le 15 octobre 1964. |

| Blason de Frémécourt | Blason  | D'argent au chevron de gueules accompagné de deux merlettes affrontées de sable en chef et d'un loup passant du même en pointe ; au chef d'azur chargé de trois croisettes aiguisées d'or. |
| Blason de Frémécourt | Détails | Le chevron et les merlettes évoquent les armes des premiers Seigneurs du lieu. Le loup rappelle la mémoire de Thibaut de FREMECOURT, dit "le Loup", ancien seigneur du lieu de son vivant. Le chef évoque les armes d'une autre famille, celle de LA CROIX D'ARTIMONT. Adoptées le 1er janvier 2016 en remplacement d'armes à enquerre. Auteur(s)M. José GILLES |

| Blason de Frépillon | Blason  | - Parti d'azur semé de fleurs de lys d'or (de France ancien), et d'un coupé d'or à la croix de gueules accompagnée de quatre alérions d'azur (de Montmorency), et de gueules au château de trois tours d'or maçonné de sable (de Castille). - Parti de France ancien, et d'un coupé de Montmorency et de Castille. |
| Blason de Frépillon | Détails | Composition des armes de France, de Montmorency et de Castille, avec la préseance justement donnée aux armes de France. Les armes de Castille sont justifiées par la fondation de l'abbaye royale de Maubuisson, dont dépendit le lieu jusqu'à la révolution, par Blanche de Castille. Les armes de Montmorency sont justifiées par la tenue ancestrale du lieu par la famille du nom. Le statut officiel du blason reste à déterminer. |

| Blason de La Frette-sur-Seine | Blason  | Parti : au 1er d'or à la nef d'azur, au 2e d'azur au pampre fruité et feuillé d'or; le tout sommé d'un chef d'azur fretté d'or. |
| Blason de La Frette-sur-Seine | Détails | Armes parlantes. Le statut officiel du blason reste à déterminer.                                                               |

Les communes de Frémainville, Frouville ne disposent pas de blason.

## G
| Blason de Gadancourt | Blason  | Parti de gueules à Saint Martin à cheval partageant son manteau avec un pauvre, le tout d'argent ; et de sinople à trois gerbes d'or liées du premier ; le tout sommé du chef du Vexin français. Devise / CriWado cortem |
| Blason de Gadancourt | Détails | Adoptées en octobre 2016. |

| Blason de Garges-lès-Gonesse | Blason  | D'azur au lion d'or, au chef d'argent chargé de trois têtes de corbeau de sable arrachées de gueules. |
| Blason de Garges-lès-Gonesse | Détails | Le statut officiel du blason reste à déterminer.                                                      |

| Blason de Genainville | Blason  | Écartelé : au 1er de France ancien, au 2d de gueules à un temple antique d'argent maçonné et ouvert de sable, au 3e losangé d'or et de gueules, au 4e d'argent à un chat effarouché de sable allumé de sinople. Devise / CriFortumam quærebam inveni famam (en cherchant fortune, j'ai trouvé la célébrité) |
| Blason de Genainville | Détails | Le 1er évoque bien évidemment l'appartenance au Domaine Royal, le 2d le site archéologique gallo-romain des Vaux de la Celle. Le chat noir du 4e quartier symbolise la propriété que possédait Rodolphe SALIS, fondateur du cabaret du même nom à Montmartre et autoproclamé "Seigneur de Chatnoirville en Vexin". L'alliance avec la commune de Puymoyen dans l'Angoumois sont rappelées au 3e quartier. Le statut officiel du blason reste à déterminer. |

| Blason de Génicourt | Blason  | De gueules à la bande d'or chargée d'un sarment de vigne de sable auquel sont appendus par des anneaux cinq barillets du même ordonnés 2 et 3. |
| Blason de Génicourt | Détails | Reprise des armes de la famille BRÛLART. Le statut officiel du blason reste à déterminer.                                                      |

| Blason de Gonesse | Blason  | De gueules à une tour crénelée couverte en dôme d'argent, ouverte, ajourée et maçonnée de sable, accostée à dextre d'une gerbe d'or et à senestre d'un gond enlacé de la lettre capitale S du même ; au chef de France ancien. |
| Blason de Gonesse | Détails | Armes parlantes. La gerbe et la tour évoquent le pain local. Le statut officiel du blason reste à déterminer. |

| Blason de Goussainville | Blason  | D'azur à un lévrier courant d'argent colleté de gueules, le collier bordé, clouté et bouclé d'or.                                           |
| Blason de Goussainville | Détails | Armes de la Maison de NICOLAY. Conflit héraldique : le collier n'apparaît pas bouclé d'or. Le statut officiel du blason reste à déterminer. |

| Blason de Gouzangrez | Blason  | D'azur à trois bandes d'argent, au chef de gueules soutenu d'une divise d'or et chargé de trois losanges du second. |
| Blason de Gouzangrez | Détails | Le statut officiel du blason reste à déterminer.                                                                    |

| Blason de Grisy-les-Plâtres | Blason  | Parti d’argent à trois bandes de gueules, et d’azur au lion d’or surmonté de deux cierges d'argent passés en sautoir. |
| Blason de Grisy-les-Plâtres | Détails | Adoptées le 3 juin 2014. Auteur(s)M. José GILLES                                                                      |

| Blason de Groslay | Blason  | De gueules à un cep de vigne d'argent mouvant de la pointe et fruité de deux pièces d'or, au chef du même chargé d'une tête de sanglier arrachée de sable et défendue du champ. |
| Blason de Groslay | Détails | Le statut officiel du blason reste à déterminer. |

| Blason de Guiry-en-Vexin | Blason  | D'argent à trois quintefeuilles de sable, au chef du Vexin français. |
| Blason de Guiry-en-Vexin | Détails | Le statut officiel du blason reste à déterminer.                     |

## H
| Blason de Haute-Isle | Blason  | D'argent au chevron de gueules accompagné de trois mouches de sable.                                                                             |
| Blason de Haute-Isle | Détails | Reprise sans modification des armes de M. Nicolas DONGOIS, qui fut le neveu de Nicolas BOILEAU. Le statut officiel du blason reste à déterminer. |

| Blason de Hédouville | Blason  | D'or au chef d'azur chargé d'un lion léopardé d'argent, lampassé de gueules. |
| Blason de Hédouville | Détails | Reprise sans brisure des armes de Jean de HEDOUVILLE, seigneur du lieu en 1219. Seuls les ornements extérieurs, Comtaux pour le Comte féodal et municipaux pour la commune actuelle, changent. Blason utilisé par la commune. |

| Blason de Herblay-sur-Seine | Blason  | De gueules à trois serpes de vigneron d'or emmanchées de sable. Ornements extérieursCouronne murale de trois tours en timbre, deux pampres liés d'or et fruités de gueules aux flancs, la Croix de guerre 1939-1945 en pointe. |
| Blason de Herblay-sur-Seine | Détails | Le statut officiel du blason reste à déterminer. |

| Blason de Hérouville | Blason  | De gueules à un agneau d'argent paissant sur une terrasse de sinople, surmonté d'une gerbe d'or à dextre et d'une tête de loup arrachée et cousue de sable* à senestre, lampassée d'azur ; au chef du Vexin français. |
| Blason de Hérouville | Détails | Armoiries composées par la Commission "Culture et Environnement" de la commune, et adoptées en 2001. |

| Blason de Hodent | Blason  | Parti d'un mi-parti d'azur à un écusson d'or accompagné de trois fleurs de lys du même et chargé de trois besants du champ, et d'or à Sainte Marguerite priante contournée, un dragon terrassé brochant à ses pieds, le tout d'azur. |
| Blason de Hodent | Détails | Le statut officiel du blason reste à déterminer. |

Les communes de Haravilliers, Le Heaulme ne disposent pas de blason.

## I
| Blason de L'Isle-Adam | Blason  | De gueules à un pont de quatre arches d'argent maçonné de sable, soutenu d'une rivière du second, et soutenant un château de deux tours donjonné du second, maçonné du troisième, ouvert et ajouré du champ ; à l'écusson d'or au chef d'azur, chargé d'un dextrochère d'argent paré d'un brassard d'hermine brochant en abîme. Devise / CriVa Oult la main à l'Oeuvre |
| Blason de L'Isle-Adam | Détails | Le statut officiel du blason reste à déterminer. |

## J
| Blason de Jagny-sous-Bois | Blason  | De gueules à un rencontre de cerf d'argent accosté de deux fleurs de lys d'or, au chef cousu d'azur* chargé de trois dextres appaumées d'or, au franc-canton échiqueté d'argent et d'azur de quatre tires. |
| Blason de Jagny-sous-Bois | Détails | Le statut officiel du blason reste à déterminer. |

| Blason de Jouy-le-Moutier | Blason  | Parti d'azur à une église d'or ajourée de sable, et de gueules à un beffroi d'argent ajouré de sable, sur une terrasse herbée de sinople soutenue d'ondes d'argent mouvant d'une plaine ondée d'azur ; à un tilleul de sinople futé d'or et surmonté d'une grappe de raisin tigée et vrillée du même, brochant tous deux sur le tout. Devise / CriJouy est nôtre, bien en advienne. |
| Blason de Jouy-le-Moutier | Détails | Le statut officiel du blason reste à déterminer. |

## L
| Blason de Labbeville | Blason  | De gueules à l'épée d'argent renversée posée en barre partageant un manteau d'or, adextrée d'un crosseron du même, le tout surmonté d'un lambel d'hermine. |
| Blason de Labbeville | Détails | Le statut officiel du blason reste à déterminer. |

| Blason de Lassy | Blason  | Tiercé en pairle renversé : au 1er de sinople à une chaise adextrée d'une fourche posée en pal et penchée vers senestre, le tout au naturel, au 2e d'or à la roue de sainte Catherine de gueules rompue en chef à senestre, au 3e d'azur à trois fasces ondée d'argent et à un épi de blé tigé et feuillé d'or brochant. |
| Blason de Lassy | Détails | Adopté le 11 avril 2019 Auteur(s)J.-F. Binon |

| Blason de Livilliers | Blason  | Deux écus accolés : - Écartelé d'argent à une aigle bicéphale (au vol abaissé) de sable, becquée, membrée et couronnée de gueules ; et de gueules à la bande d'or. - De gueules à une tête de cheval d'argent accompagnée de huit roses d'or posées en orle. |
| Blason de Livilliers | Détails | Le statut officiel du blason reste à déterminer. |

| Blason de Longuesse | Blason  | D'azur à six fleurs de lys d'argent ordonnés 3.2.1. ; au chef cousu de gueules chargé de six besants d'or. |
| Blason de Longuesse | Détails | Le statut officiel du blason reste à déterminer.                                                           |

| Blason de Louvres | Blason  | De sinople au lion d'argent armé et lampassé de gueules.                                                 |
| Blason de Louvres | Détails | Reprise sans brisure des armes de la famille d'ORVILLE. Le statut officiel du blason reste à déterminer. |

| Blason de Luzarches | Blason  | D'azur à la tour crénelée de cinq pièces mouvant de la pointe, donjonnée d'une autre tour, elle-même donjonnée d'une tourelle, le tout d'argent maçonné de sable, et chargé en cœur d'un écusson en losange mi-parti de gueules à six mouchetures d'hermine d'argent posées en orle, et de France brisé d'un lambel d'or. |
| Blason de Luzarches | Détails | Ce blason est dû à Marguerite d'Orléans (1406-1466), comtesse de Vertus, dont le père Louis Ier d'Orléans avait acheté la moitié de la seigneurie de Luzarches ayant appartenu à la famille de Beaumont-sur-Oise en 1391, avec le château d'En-Haut. Marguerite reçut cette moitié de la seigneurie en 1440 des mains de son frère Charles Ier d'Orléans (1394-1465), mais la donna plus tard comme dot à sa fille Catherine. Dans des circonstances qui ne sont pas connues, Marguerite offrit un sceau de bailliage à Luzarches en 1459 qui porte vraisemblablement son propre blason. Veuve de Richard de Bretagne depuis 1438, elle a adopté les hermines du blason de son mari, tandis que les fleurs de lys proviennent de sa propre famille, la maison d'Orléans. On peut supposer que la petite tour supérieure représente le donjon du château d'En-Haut de Luzarches, la tour du milieu l'enceinte de ce château et la tour de base l'enceinte de la ville. Mais le château étant muni d'enceintes intérieures et extérieures, cette hypothèse reste vague. Le blason ne peut tenir de preuve que Luzarches fut une ville fortifiée, d'autant plus que la famille de Marguerite d'Orléans possédait des châteaux et seigneuries autres que Luzarches. Officiel |

## M
| Blason de Maffliers | Blason  | D'azur au chevron d'or accompagné de trois coquilles du même.                                         |
| Blason de Maffliers | Détails | Reprise sans brisure des armes de la famille FORGET. Le statut officiel du blason reste à déterminer. |

| Blason de Magny-en-Vexin | Blason  | Parti de France et d'azur au chevron d'or accompagné de trois croisettes ancrées du même (de NEUFVILLE de VILLEROY) ; à l'écusson d'or à une salamandre de gueules brochant en abîme.                                                            |
| Blason de Magny-en-Vexin | Détails | La salamandre est l'emblème du Roi François 1er, à qui l'on attribue ces armes. Armes conçues par S.M. le Roi de France François 1er, et adoptées à la création de la ville entre 1539 et 1547. Le statut officiel du blason reste à déterminer. |

| Blason de Mareil-en-France | Blason  | Écartelé: au 1er d'or à la bande d'azur (de TRIE), au 2d d'or à une corneille de sable (de CORBIE), au 3e d'azur à la main dextre appaumée d'or (du VAL), au 4e d'azur au chevron d'or (de POTIER de GESVRES) ; à la croix de gueules brochant sur la partition et chargée en cœur d'une fleur de lis d'or. |
| Blason de Mareil-en-France | Détails | Adoptées le 26 juin 2006. Auteur(s)M. GUERENBOURG |

| Blason de Margency | Blason  | D'azur à la bande d'or accompagnée d'une coquille en chef et de trois billettes rangées en bande en pointe, le tout du même ; au chef du second chargé de trois alérions du champ. |
| Blason de Margency | Détails | Composition héraldique rassemblant les armes des familles de SAVEUSE, qui tint le lieu de 1623 à 1731 ; de M. Jean-Jacques de BARILLON qui devint Seigneur de Maugarny en 1634, et de l'illustre famille de MONTMORENCY qui la tint sous tout le Moyen Âge. Le statut officiel du blason reste à déterminer. |

| Blason de Marines | Blason  | D'azur au navire équipé et habillé d'argent voguant sur des ondes du même mouvant de la pointe.                                            |
| Blason de Marines | Détails | Armes parlantes. Armoiries conçues par Napoléon BONAPARTE, alors Premier Consul, en 1803. Le statut officiel du blason reste à déterminer. |

| Blason de Marly-la-Ville | Blason  | D'or au chevron de gueules accompagné de deux têtes de loup arrachées de sable en chef et d'une grappe de raisin tigée et feuillée d'azur en pointe. Devise / CriPaix, travail, amitié. |
| Blason de Marly-la-Ville | Détails | Composition héraldique autour des armoiries de Guillaume BUDE et de Jacques DANES, deux Seigneurs nobiliaires ayant tenu le lieu. Le statut officiel du blason reste à déterminer.      |

| Blason de Maudétour-en-Vexin | Blason  | D'azur semé de fleurs de lys d'or (de France ancien), à une devise vivrée d'argent brochant en fasce et un lambel d'hermine brochant en chef.                                                                  |
| Blason de Maudétour-en-Vexin | Détails | L'Armorial des Communes de France, sur preuve fournie par l'ancien site internet de la commune, annonce une divise vivrée abaissée, et un lambel à l'antique. Le statut officiel du blason reste à déterminer. |

| Blason de Menucourt | Blason  | De gueules à trois coquilles d'or, à la bordure d'azur* chargée de neuf besants aussi d'or, à la plaine du même maçonnée de sable, brochante. * Il y a là non-respect de la règle de contrariété des couleurs : ces armes sont fautives (Azur sur Gueules). |
| Blason de Menucourt | Détails | Les coquilles marquent l'attachement des seigneurs CHASSEPOT de BEAUMONT (17e siècle) à la corporation des bâtisseurs passants, guidée par Saint Jacques de Compostelle. Les besants issus des armes de la famille LE PRESTRE (16e siècle) rappellent l'ancienne production de billes et de perles, alors que la plaine maçonnée évoque la fabrication encore récente de briques à Menucourt. Le statut officiel du blason reste à déterminer. |

| Blason de Mériel | Blason  | De gueules à l'abbaye cistercienne du lieu d'or, ajourée et maçonnée de sable, accompagnée en chef à dextre d'un rencontre de cerf et à senestre d'un héron, tous deux d'argent ; à la champagne d'azur chargée de trois fleurs de lys du second rangées en fasce, une divise ondée du quatrième brochant sur la partition. |
| Blason de Mériel | Détails | L'ancienne abbaye cistercienne Notre-Dame-du-Val (1125) est proche de la forêt de L'Isle Adam (le cerf). Le marais de Stors (le héron) et l'Oise bordent la commune. Le statut officiel du blason reste à déterminer. |

| Blason de Moisselles | Blason  | Écartelé d'azur et de gueules, chargé au 1er d'une fleur de lys d'or, au 2d d'un épi de blé en pal du même, au 3e d'une calèche tirée par deux chevaux d'argent, au 4e à un avion ancien du même, une croix de Malte du même brochant sur le tout en abîme. |
| Blason de Moisselles | Détails | Armes parlantes (moisson + ailes de l'avion). Le statut officiel du blason reste à déterminer. |

| Blason de Montgeroult | Blason  | D'or à trois hures de sanglier arrachées de sable et défendues d'argent.                                                    |
| Blason de Montgeroult | Détails | Reprise sans modification des armes de la famille de DOSNON (XVIe siècle). Le statut officiel du blason reste à déterminer. |

| Blason de Montigny-lès-Cormeilles | Blason  | D'or à la fasce ondée d'azur, à un mantel du même chargé en chef d'un têtu de carrier d'argent accosté de deux fleurs de lys du champ. |
| Blason de Montigny-lès-Cormeilles | Détails | Ce blason est une évocation de la colline où étaient les carrières à plâtre exploitées par l'abbaye de Saint-Denis, symbolisée par les fleurs de lys. La Fasce ondée rappelle la source de Montigny. Le statut officiel du blason reste à déterminer. |

| Blason de Montlignon | Blason  | D'azur au chevron d'or, accompagné en chef de deux croissants d'argent et en pointe d'une croisette pattée du même.              |
| Blason de Montlignon | Détails | Reprise sans modification des armes de la famille TARDIEU de LA POTERIE (1470). Le statut officiel du blason reste à déterminer. |

| Blason de Montmagny | Blason  | D'or à la fasce d'azur chargée de trois molettes du champ et accompagnée de trois coquerelles de gueules, à la bordure du même chargée de huit pivoines d'argent. Devise / CriActa non verba (agissante sans discussion) |
| Blason de Montmagny | Détails | Reprise des armes de la famille HUAULT, auxquelles furent ajoutées la bordure. Le statut officiel du blason reste à déterminer.                                                                                          |

| Blason de Montmorency | Blason  | D'or à la croix de gueules, cantonnée de seize alérions d'azur, quatre dans chaque canton.                |
| Blason de Montmorency | Détails | La ville arbore les armes de l'illustre famille du lieu. Le statut officiel du blason reste à déterminer. |

| Blason de Montsoult | Blason  | Écartelé : au 1er d'or à quatre alérions d'azur, au 2e de France au 3e d'azur au lion d'or, au 4e d'or à dix billettes de gueules ordonnées 4, 3, 2 et 1 ; à la croix de gueules brochant sur la partition. |
| Blason de Montsoult | Détails | Le statut officiel du blason reste à déterminer. |

| Blason de Mours | Blason  | Taillé d'azur à trois fleurs de lys d'or posées en orle, et de gueules à un chevalier contourné sur un cheval galopant tenant dans sa dextre une épée et dans sa senestre un écu, le tout du second ; à la cotice en barre d'argent dallée de sable, brochant sur la partition ; à la champagne de sinople chargée d'une gerbe d'or surmontée d'une divise ondée d'argent brochant sur le tout. Devise / CriInter fluctus perdurant (pérennité malgré les flots) |
| Blason de Mours | Détails | La barre dallée rappelle l'origine gallo-romaine de la commune (murnum), la divise ondée l'Oise et le Rû, enfin la gerbe de blé la vocation rurale du village. Le chevalier est une représentation de Jean, comte de Beaumont, seigneur nobiliaire du lieu avant sa donation à l'abbaye de Saint-Denis. Le statut officiel du blason reste à déterminer. |

| Blason de Moussy | Blason  | D’azur au sautoir d’argent chargé en cœur d’un griffon de gueules, cantonné de deux merlettes d’or en chef et pointe et de deux fleurs de lys du même aux flancs. |
| Blason de Moussy | Détails | Le sautoir est l'attribut de saint André (Saint Patron de la paroisse du lieu). Les merlettes proviennent des armes de la famille d'AUMONT, le griffon de celles de la famille BARJOT, anciens seigneurs. Les fleurs de lis représentent l'Île de France. Le statut officiel du blason reste à déterminer. |

Les communes de   Menouville, Méry-sur-Oise, Le Mesnil-Aubry ne disposent pas de blason. Montreuil-sur-Epte porte un pseudo-blason.

## N
| Blason de Nerville-la-Forêt | Blason  | De gueules au chevron d'argent accompagné de deux chênes arrachés d'or en chef, et d'une gerbe du même en pointe ; au chef de France ancien brisé d'une mitre d'argent.                                                                                 |
| Blason de Nerville-la-Forêt | Détails | Ce blason évoque par le chevron l'altitude de la commune, par les chênes la forêt et par la gerbe de blé l'agriculture. Le chef marque l'appartenance du lieu à l'Ile-de-France, ancien domaine royal. Le statut officiel du blason reste à déterminer. |

| Blason de Nesles-la-Vallée | Blason  | D'argent au lion de sable lampassé de gueules, au chef d'azur chargé de trois quintefeuilles d'or.                              |
| Blason de Nesles-la-Vallée | Détails | Reprise des armes de la famille de NESLES, auxquelles furent ajoutées le chef. Le statut officiel du blason reste à déterminer. |

| Blason de Neuville-sur-Oise | Blason  | Parti de sinople et d'azur, au Pavillon d'Amour du lieu d'argent brochant sur le tout, surmonté de huit ellipses du même passées en croix et sautoir en chef senestre.                                                                 |
| Blason de Neuville-sur-Oise | Détails | CE blason est une représentation du Pavillon d'Amour, datant du 18e siècle, situé dans le parc du château de bordure de l'Oise. Les ellipses évoquent l'Université de Cergy-Pontoise. Le statut officiel du blason reste à déterminer. |

| Blason de Nointel | Blason  | Taillé d'azur à une étoile d'or soutenue de trois griffes d'argent, et de sinople à un obélisque d'or. |
| Blason de Nointel | Détails | Le statut officiel du blason reste à déterminer.                                                       |

| Blason de Nucourt | Blason  | Ecartelé : au 1er d'azur à la devise d'argent accompagnée de six croisettes d'or rangées trois en chef et trois en pointe (de GRANVILLE - 15e siècle), au 2d d'argent à trois fasces de gueules (de BOULAINVILLIERS - 16e siècle, au 3e de gueules à l'aigle d'argent becquée et membrée d'or (de JOIGNY-BELLEBRUNE - 18e siècle), au 4e d'or à trois chevrons de gueules (de MONTHIERS de BOIS-ROGER - jusqu'à la révolution). |
| Blason de Nucourt | Détails | Adoptées le 10 novembre 1959. Auteur(s)MM. Roland VASSEUR et Fernand TOURRET DU VIGIER |

Les communes de Neuilly-en-Vexin, Noisy-sur-Oise ne disposent pas de blason.

## O
| Blason de Omerville | Blason  | Parti d'azur à la « Croix Quatre Pieds » du lieu d'argent, et de gueules à la « Croix Fromage » du lieu du second. |
| Blason de Omerville | Détails | Le statut officiel du blason reste à déterminer.                                                                   |

| Blason de Osny | Blason  | D'azur à un aulne fruité d'or issant d'un nid du même posé sur des ondes d'argent mouvant de la pointe, une levrette courante du même au collier de gueules bordé et bouclé aussi d'or, brochant sur le fût de l'arbre ; au chef du Vexin français soutenu d'une divise d'argent. |
| Blason de Osny | Détails | Armes parlantes (Aulne et Nid). Conflit héraldique : le collier de la levrette n'apparaît pas bouclé d'or. La levrette, quant à elle, est tirée des armes de la famille de NICOLAY qui tint le lieu de 1717 à 1785. Adoptées en 1972.                                             |

## P
| Blason de Parmain | Blason  | D'or à trois losanges d'azur rangées en fasce, à la divise d'argent brochante, le tout accompagné de sept canettes contournées de sable, quatre rangées en chef et trois en pointe. |
| Blason de Parmain | Détails | Le statut officiel du blason reste à déterminer. |

| Blason de Le Perchay | Blason  | Tiercé en pairle : au 1er d'argent à trois quintefeuilles de sable, au 2d de gueules à un coq d'or, au 3e losangé d'argent et de gueules. |
| Blason de Le Perchay | Détails | Le statut officiel du blason reste à déterminer.                                                                                          |

| Blason de Persan | Blason  | D'azur à trois demoiselles d'or posées en bande. |
| Blason de Persan | Détails | Le statut officiel du blason reste à déterminer. |

| Blason de Piscop | Blason  | D'azur à une gerbe d'or liée de gueules.         |
| Blason de Piscop | Détails | Le statut officiel du blason reste à déterminer. |

| Blason de Le Plessis-Bouchard | Blason  | Coupé d'or à la croix de gueules cantonnée de seize alérions d'azur (de MONTMORENCY), et du même à un enclos d'argent entouré d'une haie circulaire d'or. |
| Blason de Le Plessis-Bouchard | Détails | Le statut officiel du blason reste à déterminer. |

| Blason de Pontoise | Blason  | D'azur au pont de cinq arches d'argent, maçonné de sable, posé sur des ondes aussi d'argent mouvant de la pointe, sommé d'un château à la porte coulissée donjonné de trois tours du même, le tout ouvert et ajouré du champ, maçonné aussi de sable, accosté en chef de deux fleurs de lys d'or. |
| Blason de Pontoise | Détails | Le statut officiel du blason reste à déterminer. |

| Blason de Presles | Blason  | D'argent fretté de huit pièces de sinople.       |
| Blason de Presles | Détails | Le statut officiel du blason reste à déterminer. |

| Blason de Puiseux-en-France | Blason  | D'argent à la champagne d'azur au puits de gueules maçonné de sable et équipé du même brochant sur la champagne. |
| Blason de Puiseux-en-France | Détails | Armes parlantes. Le statut officiel du blason reste à déterminer.                                                |

Les communes de Pierrelaye, Le Plessis-Luzarches, Puiseux-Pontoise ne disposent pas de blason. Le Plessis-Gassot porte un pseudo-blason.

## R
| Blason de Roche-Guyon (la) | Blason  | D'azur à un château donjonné d'une tour crénelée de cinq pièces d'argent, maçonné de sable et ajouré du champ, posé sur un rocher du second issant d'une plaine ondée d'azur et d'argent de quatre pièces et accosté de deux fleurs de lys d'or en chef ; à l'écusson d'or à cinq cotices du champ et à la bordure de gueules brochant en abîme. |
| Blason de Roche-Guyon (la) | Détails | Le statut officiel du blason reste à déterminer. |
| Blason de Roche-Guyon (la) | Alias   | Taillé voûté, abaissé à senestre et haussé à dextre: au 1er d'azur au château du lieu donjonné, d'argent, ajouré du champ et mouvant du trait de partition, au 2e de sinople au village d'argent mouvant de la pointe; à la champagne bandée de huit pièces d'azur et d'or, ladite champagne sommée d'une fasce d'azur chargée d'une divise ondée d'argent elle-même surchargée d'une burelle ondée de sinople; le tout enfermé dans une filière cousue de gueules. * Il y a là non-respect de la règle de contrariété des couleurs : ces armes sont fautives (sinople sur azur). Remplace l'ancien blason de 1958. |

| Blason de Roissy-en-France | Blason  | D'argent à quatre fasces vivrées de gueules, à la bande d'azur semée de fleurs de lys d'or brochant sur le tout. |
| Blason de Roissy-en-France | Détails | Le statut officiel du blason reste à déterminer.                                                                 |

| Blason de Ronquerolles | Blason  | De gueules papelonné d'argent. Ornements extérieursUne branche de chène à dextre et une ronce à senestre, une banderole ornée du nom de la ville en pointe. |
| Blason de Ronquerolles | Détails | Armoiries attribuées à la commune par D'HOZIER en 1696, relancées par la commune à l'initiative de Mme Fabienne BRULE et adoptées le 14 mai 1996.           |

## S
| Blason de Sagy | Blason  | Parti : au premier d'azur au clou de la Passion d'argent surmonté d'une couronne royale fermée d'or et soutenu de trois fleurs de lys du même, au second de gueules à Saint Sulpice évêque d'or bénissant de sa dextre et tenant dans sa senestre une crosse contournée du même. Devise / CriSagiacensis civis semper sagit (le citoyen de Sagy a toujours l'esprit subtil) |
| Blason de Sagy | Détails | Le statut officiel du blason reste à déterminer. |

| Blason de Saint-Brice-sous-Forêt | Blason  | D'or à la croix de gueules cantonnée de seize alérions d'azur (de MONTMORENCY) brisé en abîme d'un écusson d'azur à une escarboucle d'or. |
| Blason de Saint-Brice-sous-Forêt | Détails | Le statut officiel du blason reste à déterminer.                                                                                          |

| Blason de Saint-Clair-sur-Epte | Blason  | Parti de gueules à deux léopards d'or armés et lampassés d'azur, passant l'un sur l'autre (de Normandie), et de France Ancien ; une vergette ondée d'argent brochant sur la partition. |
| Blason de Saint-Clair-sur-Epte | Détails | Le statut officiel du blason reste à déterminer. |

| Blason de Saint-Gratien | Blason  | D'argent à la croix de gueules chargée de neuf coquilles d'or. |
| Blason de Saint-Gratien | Détails | Le statut officiel du blason reste à déterminer.               |

| Blason de Saint-Leu-la-Forêt | Blason  | D'or à la croix de gueules cantonnée de seize alérions d'azur (de MONTMORENCY), brisé d'un franc-canton d'hermine. |
| Blason de Saint-Leu-la-Forêt | Détails | Le statut officiel du blason reste à déterminer.                                                                   |

| Blason de Saint-Martin-du-Tertre | Blason  | D'azur au lion d'or, mantelé du même, la pointe sommée d'un télégraphe de Chappe de sable accosté de deux quintefeuilles de sinople, au chef aussi d'azur chargé d'un clou de la Passion d'argent accosté de deux fleurs de lys d'or. |
| Blason de Saint-Martin-du-Tertre | Détails | Le statut officiel du blason reste à déterminer. |

| Blason de Saint-Ouen-l'Aumône | Blason  | Parti de gueules au château donjonné de trois tourelles d'or, et de France ancien ; une crosse du second brochant sur la partition. |
| Blason de Saint-Ouen-l'Aumône | Détails | Le statut officiel du blason reste à déterminer.                                                                                    |

| Blason de Saint-Prix | Blason  | D'azur à la tour crénelée et couverte d'or, ouverte et ajourée du champ, maçonnée de sable. |
| Blason de Saint-Prix | Détails | Le statut officiel du blason reste à déterminer.                                            |

| Blason de Saint-Witz | Blason  | Écartelé : au 1er d'azur à trois fleurs de lys d'argent mal ordonnées ; au 2d de sinople à la Vierge à l'Enfant d'argent sur une colline du même ; au 3e de sinople à un moulin à vent couvert d'argent, les ailes en arrière, ouvert et ajouré de sable brochant à senestre sur une pente de rocher d'argent mouvant de la pointe et du flanc ; au 4e d'azur à un arbre arraché cousu de sinople*. |
| Blason de Saint-Witz | Détails | * Ces armes emploient le terme « cousu » dans le seul but de contrevenir à la règle de contrariété des couleurs : elles sont fautives : sinople sur azur. Le statut officiel du blason reste à déterminer. |

| Blason de Sannois | Blason  | De gueules au chevron d'or, au chef cousu d'azur*, le chevron sommé d'un moulin à vent d'argent, ouvert et ajouré de sable, brochant sur le chef et accosté de deux quintefeuilles aussi d'or, accompagné en pointe d'un noyer terrassé aussi d'argent. |
| Blason de Sannois | Détails | * Ces armes emploient le terme « cousu » dans le seul but de contrevenir à la règle de contrariété des couleurs : elles sont fautives : azur sur gueules. Armes parlantes (noyer). Le statut officiel du blason reste à déterminer.                     |

| Blason de Santeuil | Blason  | Fascé d'argent et de gueules de dix pièces, au lion de sable couronné d'or et brochant sur le tout, au franc-canton de gueules chargé d'une bande d'or. |
| Blason de Santeuil | Détails | Le statut officiel du blason reste à déterminer. |

| Blason de Sarcelles | Blason  | D'azur à trois merlettes d'or.                   |
| Blason de Sarcelles | Détails | Le statut officiel du blason reste à déterminer. |

| Blason de Seraincourt | Blason  | D'azur au chevron d'or accompagné de trois palmes d'argent, les deux du chef adossées, et surmonté d'une anémone du même. |
| Blason de Seraincourt | Détails | Le statut officiel du blason reste à déterminer.                                                                          |

| Blason de Soisy-sous-Montmorency | Blason  | D'argent à trois bandes d'azur, au chef du même. |
| Blason de Soisy-sous-Montmorency | Détails | Le statut officiel du blason reste à déterminer. |

Les communes de Saint-Cyr-en-Arthies, Saint-Gervais (Val-d'Oise), Seugy, Survilliers ne disposent pas de blason.

## T
| Blason de Taverny | Blason  | D'or à la croix de gueules cantonnée de seize alérions d'azur (de MONTMORENCY), brisé d'un franc-canton du même chargé d'un sautoir d'argent. Devise / CriOrtui per animus (aussi courageux que bien né) |
| Blason de Taverny | Détails | Le statut officiel du blason reste à déterminer. |

| Blason de Théméricourt | Blason  | De gueules à trois chevrons accompagnés en chef des lettres capitales S à dextre et L à senestre, et en pointe d'une croix de Malte, le tout d'argent; au chef cousu d'azur semé de fleurs de lis d'or brisé d'un lambel d'hermine. |
| Blason de Théméricourt | Détails | Le statut officiel du blason reste à déterminer. |

| Blason de Theuville | Blason  | Parti : au 1er d'azur à un faisan d'or accompagné de deux épis de blé tigés et feuillés du même, un en chef, l'autre en pointe, au 2d d'argent à un crosseron de gueules. |
| Blason de Theuville | Détails | Le statut officiel du blason reste à déterminer. |

| Blason de Le Thillay | Blason  | Taillé d'azur au tilleul au naturel sur une terrasse de sinople* herbée de sable, et adextré du château du lieu d'or ; et d'azur au pont d'or maçonné de sable, l'arche remplie du même et adextrée d'un feuillage aussi de sinople, ledit pont mouvant de la partition et posé sur une rivière du champ d'ou émergent à senestre, deux bouquets de roseaux de sable brochant en partie sur le pont. |
| Blason de Le Thillay | Détails | Armes parlantes (tilleul). Le statut officiel du blason reste à déterminer. |

## U
| Blason de Us | Blason  | Coupé d'or au lion léopardé de sable posé sur une terrasse du même, et du même à l'inscription "WS" en lettres capitales d'or, à la fasce du même brochant sur la partition. |
| Blason de Us | Détails | Le statut officiel du blason reste à déterminer. |

## V
| Blason de Valmondois | Blason  | De gueules au vol d'aigle d'or, au chef du même chargé de trois larmes de sable. |
| Blason de Valmondois | Détails | Le statut officiel du blason reste à déterminer.                                 |

| Blason de Vauréal | Blason  | D'azur au dolmen d'argent, au chef de France. Devise / CriIste locus sacrificii (c'est ici le lieu des sacrifices) |
| Blason de Vauréal | Détails | Le statut officiel du blason reste à déterminer.                                                                   |

| Blason de Vémars | Blason  | D'or à la fasce d'azur chargée d'une fleur de lys du champ, accompagnée en chef de deux roses de gueules et en pointe d'une tête de Maure de sable tortillée d'argent. |
| Blason de Vémars | Détails | Le statut officiel du blason reste à déterminer. |

| Blason de Vétheuil | Blason  | D'hermine à trois fleurs de lis au pied nourri de gueules. |
| Blason de Vétheuil | Détails | Le statut officiel du blason reste à déterminer.           |

| Blason de Viarmes | Blason  | D'azur à l'étoile d'or accompagnée de trois croissants d'argent. Devise / CriIn medio stat virtus (la raison et la vérité sont à égale distance des extrêmes) |
| Blason de Viarmes | Détails | Le statut officiel du blason reste à déterminer. |

| Blason de Vigny | Blason  | D'argent au lion morné soudé d'or*, la tête contournée, tenant de sa dextre un pampre tigé et feuillé de sinople, fruité de deux pièces de pourpre, au franc-canton de gueules chargé d'une épée aussi d'or.                          |
| Blason de Vigny | Détails | * Ces armes emploient le terme « cousu » dans le seul but de contrevenir à la règle de contrariété des couleurs : elles sont fautives : Soudé argent et or. Armes parlantes (vigne). Le statut officiel du blason reste à déterminer. |

| Blason de Villaines-sous-Bois | Blason  | D'azur à la fasce d'or accompagnée d'un clou de la Passion d'argent accosté de deux fleurs de lys d'or en chef, et d'une rose d'argent en pointe. |
| Blason de Villaines-sous-Bois | Détails | Le statut officiel du blason reste à déterminer.                                                                                                  |

| Blason de Villeron | Blason  | Écartelé : au 1er de sable au casque d'or taré de profil, au 2e de gueules à la muraille crénelée d'argent, maçonnée de sable et mouvant des flancs et de la pointe, au 3e d'azur au chevron d'or accompagné en chef de deux étoiles d'argent et en pointe d'une quintefeuille du même, au 4e d'azur au lion d'or transpercé d'une flèche d'argent versée en barre. |
| Blason de Villeron | Détails | Le statut officiel du blason reste à déterminer. |

| Blason de Villiers-Adam | Blason  | D'or au chef d'azur chargé d'un dextrochère d'argent paré d'un brassard d'hermine brochant sur la partition. Devise / CriVa oultre la main à l'œuvre |
| Blason de Villiers-Adam | Détails | Le statut officiel du blason reste à déterminer. |

| Blason de Villiers-le-Bel | Blason  | D'azur au château donjonné de trois tours d'argent accompagné de trois fleurs de lys d'or. |
| Blason de Villiers-le-Bel | Détails | Le statut officiel du blason reste à déterminer.                                           |

Les communes de Vallangoujard, Vaudherland, Vienne-en-Arthies, Villers-en-Arthies, Villiers-le-Sec (Val-d'Oise) ne disposent pas de blason.

## W
| Blason de Wy-dit-Joli-Village | Blason  | Parti : au 1) coupé : au 1a) d'azur à la lettre capitale H d'or surmontée d'une couronne royale fermée du même, au 1b) d'or à un brasier de gueules; au 2) de gueules à Saint Romain évêque bénissant de sa dextre et tenant de sa senestre une crosse contournée terrassant un dragon couché, tous d'or Devise / CriLepidus vicus ac infernus vicinus (le village est joli, mais l'enfer est proche). |
| Blason de Wy-dit-Joli-Village | Détails | Le statut officiel du blason reste à déterminer. |